# Adam Lacko

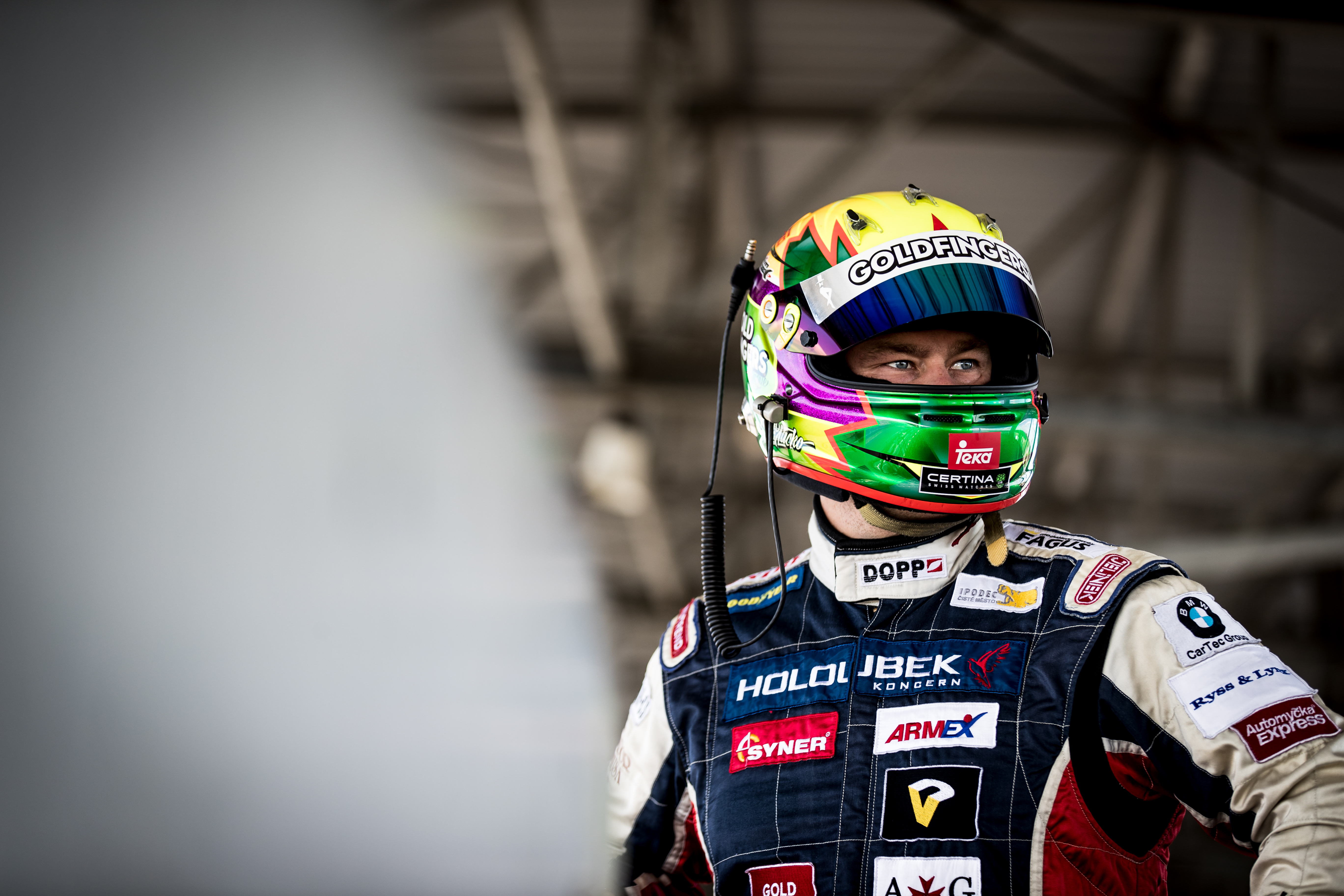

Adam Lacko (Čeladná, 24 september 1984) is een Tsjechisch autocoureur.

## Carrière
Lacko begon zijn autosportcarrière in 1994 in het karting. Vanaf 2000 nam hij deel aan de Škoda Octavia Cup, waar hij in 2002 als tweede eindigde.
In 2003 stapte Lacko over naar het truckracing, waarbij hij deelnam aan het European Truck Racing Championship. Hij eindigde hier als vijfde in het kampioenschap, voordat hij zich in 2004 verbeterde naar de derde plaats.
In 2005 reed Lacko verschillende races in het World Touring Car Championship, voor het IEP Team, en in de FIA GT. In 2006 stapte hij over naar de Duitse Porsche Carrera Cup. In 2008 nam hij deel aan zowel de ADAC GT Masters als de FIA GT3.
In 2009 nam Lacko deel aan de FIA GT voor het team K plus K Motorsport.